# النوم والتعلم
تشرح العديد من الفرضيات الارتباط الممكن بين النوم والتعلم للبشر. ويشير البحث إلى أن ما يفعله النوم أكثر من كونه راحة للعقل بل أيضا يساعد في تدعيم الذاكرات طويلة المدى. 
يلعب نَوم حرَكاتِ العينِ السَريعة ونَوم المَوجاتِ البَطيئَة أدوار مختلفة في تدعيم الذاكرة. فيرتبط نوم حركات العين السريعة بتدعيم الذاكرات الكامنة غير الإضاحية. على سبيل المثال، الذاكرة غير الإضاحية هي ما يمكن القيام به دون التفكير بوعي كركوب الدراجة. ويرتبط نوم الموجات البطيئة أو حركات العين غير السريعة بتدعيم الذاكرات الكامنة الإضاحية.

## زيادة
يمكن أن تعكس الأقوال الشائعة أن مفهوم إعادة تشكيل الذاكرات ينتج جمعيات إبداعية جديدة في الصباح، وغالبا يتحسن الأداء بعد فترة زمنية يتضمنها النوم. وتثبت الدراسات الحالية أن النوم السليم ينتج تعليماً ذو أهمية مرتبط برتفاع الأداء. والفكرة هي أن النوم يساعد العقل في تحرير ذاكرته والبحث عن أنماط ذات أهمية واستخراج قواعد شاملة يمكن وصفها «بالجوهر» ودمجها بالذاكرة الموجوده. وتقترح فرضية «التحجيم المتشابك» أن النوم يلعب دورا مهمَ في تنظيم التعليم الذي يحدث أثناء الاستيقاظ والذي يتح تخزينً ذو كفاءة وفعالية أكثر في العقل والأستخدام الأفضل للطاقة والفضاء. 
ويجب أن يتخلل النوم السليم التتابع والنسبة المناسبة لمراحل نوم حركات العين السريعة ونوم الموجات البطيئة والذي يلعب أدوار مختلفة في عملية تعزيز الذاكرة الأمثل. وسيتقلب الإنسان بين الحين والأخر بين نوم الموجات البطيئة ونوم حركات العين السريعة أثناء نوم الليل الطبيعي. ويمتد كل شوط إلى حوالي 90 دقيقة يتخللها نوبة نَوم حرَكاتِ العينِ السَريعة من 20-30 دقيقة.ويتكون من مراحل النوم1-4 حيث يمكن لأي شخص أن يتحرك أثناء نوم حركات العين السريعة. فصاحب هذا النوع من النوم يتميز بطريقة نوم متقلبة أو غير هادئة. كما يتميز نوم حركات العين السريعة بنقص نشاط العضلات. وأظهرت الدراسات الفيسيولوجيه أن الشخص أثناء نوم حركت العين السريعة يصاب بالشلل بالإضافة لرعشات طفيفة من حين إلى اخر.
وفي ما يتعلق بكسب المهارات الحركية، فإن المدة الزمنية للنوم قد تكون حاسمة لإظهار مكاسب الأداء فدون النوم سوف تتأخر هذة المكاسب. وتعتبر الذاكرات الإجرائية شكل من أشكال الذاكرة غير المدمرة لذلك فإنها تستفيد من الموجات السريعة من نوم حركات العين السريعة. وأظهرت الدراسة، أن الذاكرات الإجرائية تستفيد أكثر من النوم (ووكر وآخرون، 2002، كما ورد في ووكر، 2009). كما تم اختبار الموضوعات باستخدام مهمه التنصت، حيث استخدموا أصابعهم للنقر على تسلسل معين من الأرقام على لوحه المفاتيح، وتم قياس أدائها بشكل دقيق وسريع. واستخدمت مهمة نقر الأصبع لمحاكاة تعلم مهارة الحركة. تم اختبار المجوعة الأولى وبعد 12 ساعة اجري الاختبار اثناء الاستيقاظ واجري الاختبار النهائي بعد 12 ساعة اثناء النوم. وتم إجراء الاختبار على المجموعة الأخرى واعيد الاختبار بعد 12 ساعة اثناء فترة النوم واجري اخر اختبار بعد 12 ساعة اثناء الإستيقاظ. واظهرت النتائج أن في كلتا المجموعتين هناك تحسن طفيف فقط بعد 12 ساعة من الاستيقاظ ولكن هناك زيادة كبيرة في الأداء بعد فترة نوم كل فريق. 
تعطي هذة الدراسة دليلا على أن نوم حركات العين السريعة عاملاَ مهماَ في تعزيز المهارات الحركية للذاكرات الإجرائية. بالتالي، فإن الحرمان من النوم قد يضعف الأداء في مهمة التعلم الحركي.
```
كما تستفيد الذاكرات التوضيحية من النوم ولكن ليس بنفس استفادة الذاكرة الإجرائية. حيث تستفيد الذاكرات التوضيحية من موجات النوم البطيئة اثناء نوم حركات العين السريعة. وأجريت دراسة، حول مواضيع تعلم ازواج من الكلمات وأظهرت النتائج ان النوم يظهرتحلل الذاكرة واصلاح الذاكرات الإضاحية بشكل فعال (باين وآخرون، 2006). واجري اختبار لمجموعتين حيث قاموا بتعلم أزواج من الكلمات وبعدها إما أن يبقون مستيقظين أو نائمين واعيد الاختبار مرة أخرى. اما المجموعتان الأخريتان فقد قاموا بنفس العمل بالإضافة إلى تعلم ازواج التداخل قبل إعادة الاختبار لمحاول تعطيل تعلم أزواج من الكلمات السابقة. وأظهرت النتائج أن النوم ساعد على الاحتفاظ وجمع أزواج من الكلمات، في حين أن تداخل ازواج من الكلمات ساعد في عملية النوم بشكل كبير.
```

وترتفع الرؤية بعد النوم وذلك لأن النوم يساعد الأشخاص على إعادة تحليل ذكرياتهم. وتم العثور على نفس أنماط نشاط الدماغ التي تحدث أثناء النوم بشكل أسرع. وهناك طريقة واحدة للنوم تساعد على تقوية الذاكرات ألا وهي إزالة الروابط الأقل نجاحاَ بين الخلايا العصبية في الدماغ والضرورية لمنع فرط النشاط. يقوم الدماغ بالتعويض عن تقوية بعض الوصلات العصبية بين الخلايا العصبية من خلال إضعاف الخلايا الأخرى والتي تحدث غالبا أثناء النوم والذي يسمح بتعزيز الاتصالات الأخرى أثناء الاستيقاظ. ويعتبر التعلم عملية تعزيز للإتصالات. فالبتالي يمكن أن تكون هذة العملية تفسيراَ رئيسياَ لفوائد النوم للذاكرة. 
أظهرت الأبحاث أن أخذ قيلولة بعد الظهر يزيد من القدرة على التعلم. وأختبرت دراسة (مدنيك وآخرون 2009) مجموعتين حول موضوعات الذاكرة الإجرائية. حيث ارتبطت إحدى المجموعتين بنوم حركات العين السريعة.ووجد المحققون أن الأشخاص الذين شاركوا في نوم حركات العين السريعة لم يظهروا تحسن كثيراَ. بينما أدى الأشخاص الذين ارتبطوا بنوم حركات العين السريعه أداء أفضل بشكل أكبر وأشار مدينك إلى أن نوم حركات العين السريعة سهلت توحيد الذكريات. ويذكر هولتز واخرون عام (2012) ان تعلم مهمة إجرائية جديدة يمكن الاحتفاظ بها بشكل أكبر إذا تم تعلمها قبل النوم مباشرة، في حين ان تعلم مهمة بيانية جديدة يمكن تعلمها بشكل أفضل في فترة ما بعد الظهر.

## النوم وعلاقته بالمدرسة
رُبط النوم بشكل مباشر بدرجات الطلاب، ويعترف واحد من كل أربعة طلاب في المدارس الثانوية في الولايات المتحدة بأنهم ينامون في الفصل مرة على الأقل في الاسبوع. وبناء على ذلك، أظهرت النتائج أن اولئك الذين ينامون ساعات أقل يتدنى أدائهم. ويعتبر الحرمان من النوم أمرًا شائعًا في الولايات المتحدة لدى الطلاب؛ لأن معظم المدارس تبدأ في وقت مبكر من الصباح ومما يخير الطلاب بين الإستيقاظ حتى وقت متأخر من الليل أو عدم القدرة على النوم بسبب متلازمة تأخر مرحلة النوم. فبدلًا من أن يحصل الطلاب على فترة نوم يتراوح بين 8.5 و 9.25 ساعة من النوم، فإنهم يحصلون على 7 ساعات فقط. وربما يؤدي هذا الحرمان من النوم إلى انخفاض درجاتهم وضعف تركيزهم. ونتيجة للدراسات التي تبين آثار الحرمان من النوم على الدرجات وأنماط النوم المختلفة للمراهقين فقد غيرت مدرسة في نيوزيلندا وقت بدء الدوام إلى 10:30 صباحًا في عام 2006 , لكي يتسنى للطلاب المحافظة على جدول الزمني الذي يسمح بساعات نوم أكثر. وفي عام 2009 , كان هناك 800 تلميذ في مدرسة مونكسيتون الثانوية في شمال تينيسايد والذين تتراوح أعمارهم بين 13 و 19 عامًا، حيث تبدأ الدروس في 10 صباحًا بدلًا من 9 صباحًا. والذي قلل من نسبة الغياب العام بنسبة 8% والغياب المستمر بنسبة 27%. وبالمثل، إلتزمت مدرسة ثانوية في كوبنهاغن بتوفير فصل واحد على الأقل في السنة للطلاب الذين سيبدأ حضورهم في الساعة صباحا أو ما بعد هذا الوقت. ويمثل طلاب الجامعات واحدة من أكثر الفئات المحرومة من النوم من سكاننا، حيث ينام 11٪ فقط من طلاب الجامعات الأمريكية جيدًا، ويشعر 40٪ من الطلاب براحة جيدًا خلال يومين فقط في الأسبوع. وقد عانى حوالي 73٪ منهم على الأقل من بعض مشاكل النوم في بعض الأحيان. ويعتقد أن هذا النوم السيء له تأثير شديد على قدرتهم على التعلم وتذكر المعلومات بسبب حرمان الدماغ من الوقت الذي يحتاجه في تعزيز المعلومات الضرورية للتعلم.

## نظريات أخرى
هناك نظريات لباحثين آخرين حول الاختلاف الكبير لوظائف النوم الإضافية. وتعتبر نظرية الحفاظ على الطاقة أحد الأفكار القديمة. كما يدعي آخرون أن مرحلة نوم حركات العين السريعة ضرورية "لإنعاش الدماغ بعد مرحلة نوم حركات العين غير السريعة، أو أن هناك حاجة إلى مرحلة نوم حركات العين غير السريعة لمنع ركود السوائل في العين (روث أري-إيفين إت آل. 2005).